# Theo Koritzinsky

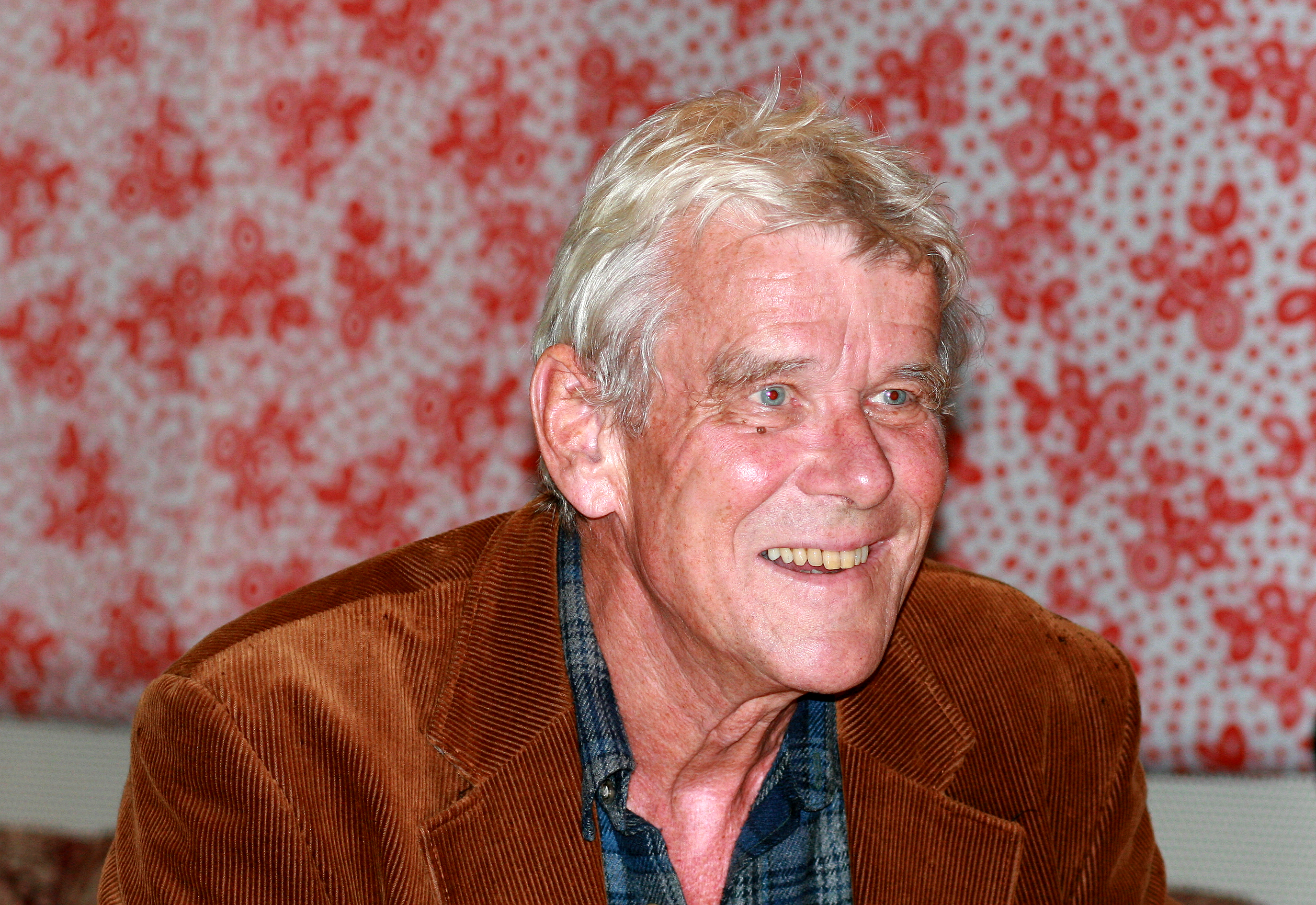
Theo Koritzinsky (2008)

Theo Koritzinsky (* 2. November 1941 in Trondheim) ist ein norwegischer Politiker und ehemaliger Vorsitzender der Sosialistisk Venstreparti (1983–1987). Er war Mitglied des Storting für Oslo von 1985 bis 1993. Von 1989 bis 1993 leitete er dabei den Kirchen- und Bildungsausschuss des Parlaments.